# 水文圖

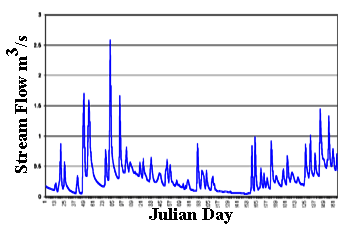
河流水文图。随着降雨或融雪的增加，河流流量也相應增加。高峰过后流量減少，地下水的供应也相應减少

水文图或水文歷線，是一種可以顯示河流流量與时间关系的图表。流量通常以每秒立方米或每秒立方英尺（cms或cfs）表示。水文圖也可以显示某个排污口或污水管网位置的水量與時間的關係。它可以反映一個地區的降水、河流等情況。